# 卡尔·拉格尔斯
查尔斯·斯普拉格·拉格尔斯（英語：Charles Sprague Ruggles，1876年3月11日—1971年10月24日），年轻时因为仰慕德奥作曲家而改名为德语化的“卡尔·拉格尔斯”（Carl Ruggles），美国作曲家。拉格尔斯寿命很长，但创作数量不多，因为他的创作态度相当严谨，并常常进行自我否定，销毁了大量作品。流传下来的完整作品极少，但在美国音乐史上意义重大。其音乐风格极不协和，多为无调性音乐。代表作包括管弦乐曲《踩太阳的人》（Sun-Treader）、钢琴（或管弦乐）曲《招魂》（Evocations）等。拉格尔斯是查尔斯·艾夫斯的同时代人以及朋友。